# FromSoftware
FromSoftware (jap. 株式会社フロム・ソフトウェア, Kabushiki kaisha Furomu Sofutowea) ist ein japanischer Entwickler und Publisher für Computerspiele.

## Geschichte
Das Unternehmen wurde am 1. November 1986 von Naotoshi Zin als Entwickler von Businessanwendungen für den PC gegründet, bevor das Unternehmen mit der Veröffentlichung des selbstentwickelten Computer-Rollenspiels King’s Field 1994 in die Computerspielbranche einstieg. Seither veröffentlichte das Unternehmen Eigen- und Fremdentwicklungen für zahlreiche Plattformen, darunter Dreamcast, Nintendo DS, GameCube, PlayStation, PlayStation 2, PlayStation 3, Xbox, Xbox 360, PlayStation Portable, Wii, Windows und verschiedene Mobiltelefone. Das Unternehmen ist neben der King’s-Field-Reihe unter anderem bekannt für die Entwicklung der Reihen Armored Core und Otogi sowie der Titel Demon’s Souls und Dark Souls. Daneben verlegt FromSoftware die Tenchu-Reihe von Acquire. Für den Vertrieb außerhalb Japans arbeitet FromSoftware mit verschiedenen anderen Publishern zusammen, unter anderem Activision, Atlus, Bandai Namco Games, Sega und Sony.
Die Reihe King’s Field brachte seit Erstveröffentlichung vier Teile und diverse Ableger sowie ein Fan-Entwicklungstool mit dem Titel Sword of Moonlight: King's Field Making Tool hervor. FromSoftwares größtes Franchise mit derzeit 15 veröffentlichten Titeln (Stand: 2013) ist die Mech-Simulation Armored Core. In Zusammenarbeit mit Sega veröffentlichte FromSoftware 2006 die Mech-Simulation Chromehounds. In Europa und Nordamerika ist das Unternehmen insbesondere für seine Rollenspiele Demon’s Souls und Dark Souls bekannt, die sich durch einen besonders hohen Schwierigkeitsgrad auszeichnen. Das 2009 veröffentlichte Demon’s Souls entwickelte sich für US-Publisher Atlus als Überraschungserfolg. Ursprünglich rechnete FromSoftwares Publishingpartner mit einem Absatz von 75.000 Einheiten in den USA, mit 280.000 Einheiten wurde diese Prognose um das beinahe Vierfache übertroffen. 2011 veröffentlichte FromSoftware mit Dark Souls einen ideellen Nachfolger zu Demon’s Souls. Das Spiel verkaufte sich trotz seines Nischencharakters über 2,3 Millionen Mal, 500.000 Kopien in Japan und 1,8 Millionen in Nordamerika und Europa.
Im April 2014 verkündete der japanische Verlag Kadokawa (u. a. Kadokawa Shoten) den Erwerb von 80 % der Unternehmensanteile an FromSoftware. Der Verlag war seit 2009 mit der Tochter Kadokawa Games (u. a. Lollipop Chainsaw, Killer Is Dead) als Spielepublisher tätig und erhoffte sich mit dem Kauf eine Stärkung seiner Position auf dem Spielemarkt.
Im Jahr 2015 veröffentlichte FromSoftware in Zusammenarbeit mit JapanStudio das Spiel Bloodborne, dessen Spieldesign sich an der Dark Souls-Reihe orientierte, das aber in einem viktorianischen Horror-Setting angesiedelt war. Der Titel ist bis heute ein PlayStation-Exklusivtitel.
2019 erschien ein weiteres Spiel unter dem Namen Sekiro: Shadows Die Twice, das im Vergleich zu Dark Souls noch mehr Fokus auf ein dynamisches Kampfsystem legte und mit seiner Spielwelt die japanische Mythologie referenzierte. Das Spiel wurde weitestgehend gelobt und gewann mehrere Game-Of-The-Year-Awards.
Im Februar 2022 erschien mit Elden Ring ein spiritueller Nachfolger des dritten Dark-Souls-Titels, mit dem FromSoftware das Dark-Souls-Spielprinzip erstmals auf eine riesige Open World übertrug. Das Spiel war ein herausragender kommerzieller Erfolg und machte FromSoftware in weiten Gaming-Kreisen bekannt. 2024 veröffentlichte FromSoftware mit Shadow of the Erdtree eine Erweiterung zum Hauptspiel.
Mit Armored Core VI: Fires of Rubicon erschien 2023 nach längerer Pause wieder ein neuer Teil der Armored-Core-Reihe.
Mit der Souls-Reihe schuf FromSoftware ein neues Computerspiel-Genre, das unter der Bezeichnung Soulslike zahlreiche Nachahmer inspiriert hat. Regisseur (bzw. Supervisor bei Dark Souls II) der Souls-Reihe sowie der Titel Bloodborne, Sekiro und Elden Ring war Hidetaka Miyazaki.

## Veröffentlichte Eigenentwicklungen
- 1994: King’s Field (PlayStation)
- 1995: King’s Field 2 (PlayStation)
- 1996: King’s Field 3 (PlayStation)
- 1997: Armored Core (PlayStation)
- 1997: Armored Core: Project Phantasma (PlayStation)
- 1998: Shadow Tower (PlayStation)
- 1998: Echo Night (PlayStation)
- 1999: Armored Core: Master of Arena (PlayStation)
- 1999: Spriggan: Lunar Verse (PlayStation)
- 1999: Frame Gride (Dreamcast)
- 1999: Echo Night 2 (PlayStation)
- 2000: Eternal Ring (PlayStation 2)
- 2000: Evergrace (PlayStation 2)
- 2000: Armored Core 2 (PlayStation 2)
- 2000: Kuri Kuri Mix (PlayStation 2)
- 2001: Armored Core 2: Another Age (PlayStation 2)
- 2001: Evergrace 2 (PlayStation 2)
- 2001: King’s Field 4 (PlayStation 2)
- 2002: Armored Core 3 (PlayStation 2)
- 2002: Lost Kingdoms (GameCube)
- 2002: Otogi: Myth of Demons (Xbox)
- 2003: Armored Core: Silent Line (PlayStation 2)
- 2003: Murakumo: Renegade Mech Pursuit (Xbox)
- 2003: Thousand Land (Xbox)
- 2003: Lost Kingdoms 2 (GameCube)
- 2003: Shadow Tower Abyss (PlayStation 2)
- 2003: Otogi 2: Immortal Warriors (Xbox)
- 2004: Nebula: Echo Night (PlayStation 2)
- 2004: Armored Core: Nexus (PlayStation 2)
- 2004: Kuon (PlayStation 2)
- 2004: Armored Core: Nine Breaker (PlayStation 2)
- 2004: Armored Core: Formula Front (PlayStation Portable)
- 2004: Metal Wolf Chaos (Xbox)
- 2005: Yoshitsune Eiyūden: The Story of Hero Yoshitsune (PlayStation 2)
- 2005: Another Century’s Episode (PlayStation 2)
- 2005: Yoshitsune Eiyuuden Shura: The Story of Hero Yoshitsune Shura (PlayStation 2)
- 2005: Adventure Player (PlayStation Portable)
- 2005: Armored Core: Last Raven (PlayStation 2)
- 2006: Enchanted Arms (PlayStation 3, Xbox 360)
- 2006: Another Century’s Episode 2 (PlayStation 2)
- 2006: Chromehounds (Xbox 360)
- 2006: King’s Field: Additional (PlayStation Portable)
- 2006: King’s Field: Additional 2 (PlayStation Portable)
- 2006: Armored Core 4 (PlayStation 3)
- 2007: Numpla VOW (Nintendo DS)
- 2007: Iraroji VOW (Nintendo DS)
- 2007: Another Century’s Episode 3: The Final (PlayStation 2)
- 2008: Armored Core: For Answer (PlayStation 3, Xbox 360)
- 2009: Inugamike no Ichizoku (Nintendo DS)
- 2009: Ninja Blade (Xbox 360, Windows)
- 2009: Demon’s Souls (PlayStation 3)
- 2009: Yatsu Hakamura (Nintendo DS)
- 2010: Another Century’s Episode: R (PlayStation 3)
- 2010: Monster Hunter Diary: Poka Poka Airu Village (PlayStation Portable)
- 2011: Another Century’s Episode Portable (PlayStation Portable)
- 2011: Dark Souls (PlayStation 3, Xbox 360, Windows)
- 2012: Armored Core 5 (PlayStation 3)
- 2012: Mobile Suit Gundam Unicorn (PlayStation 3)
- 2012: Steel Battalion: Heavy Armor (Xbox 360)
- 2013: Armored Core: Verdict Day (PlayStation 3, Xbox 360)
- 2014: Dark Souls 2 (PlayStation 3, Xbox 360, Windows)
- 2015: Bloodborne (PlayStation 4)
- 2015: Dark Souls 2: Scholar of the first sin (PlayStation 4, Xbox One, Windows)
- 2016: Dark Souls III (PlayStation 4, Xbox One, Windows)
- 2019: Sekiro: Shadows Die Twice (PlayStation 4, Xbox One, Windows)
- 2022: Elden Ring (PlayStation 4, PlayStation 5, Xbox One, Xbox Series, Windows)
- 2023: Armored Core VI: Fires of Rubicon (PlayStation 4, PlayStation 5, Xbox One, Xbox Series, Windows)
- 2024: Elden Ring: Shadow of the Erdtree (PlayStation 4, PlayStation 5, Xbox One, Xbox Series, Windows)
- 2025: Elden Ring: Nightreign (PlayStation 4, PlayStation 5, Xbox One, Xbox Series, Windows)